# Bishop Nehru
Bishop Nehru, de son vrai nom Markel Scott, né le 26 août 1996 dans le Comté de Rockland, New York, est un rappeur, producteur et réalisateur de clips américain. Son nom de scène est une combinaison du nom du personnage interprété par Tupac Shakur dans le film Juice (Bishop) et de Jawaharlal Nehru, premier Premier ministre de l'Inde et proche de Gandhi.

## Biographie
Dès l'âge de treize ans, le jeune Scott compose des morceaux de jazz et des instrumentaux de rap, sous le pseudonyme de Kelz Scott qu'il change ensuite en Kile Kanvas. Il publie ses compositions sur différents forums (Hypebeast, Skateboard-City, Lookbook) mais c'est sur celui du collectif Odd Future que le jeune rappeur obtient la meilleure écoute.
En juillet 2012, le site web WorldStarHipHop le désigne « jeune talent rap de la semaine » après un freestyle sur un « classique » de Mos Def, Mathematics. Toujours en 2012, la station de radio new yorkaise Hot 97 le présente dans sa rubrique Who's Next? comme un artiste à suivre. En novembre 2012, le rappeur publie une première mixtape, Nehruvia, comprenant des productions de DJ Premier, J Dilla, Madlib et MF DOOM, entre autres, suivie, l'année suivante, d'un EP intitulé strictlyFLOWz.
Pendant l'été 2013, Bishop Nehru assure la première partie du 20th Anniversary European Tour du Wu-Tang Clan. En août 2013, Pitchfork annonce que Bishop Nehru et MF DOOM travaillent sur un projet commun qui devrait être publié plus tard dans l'année chez Lex Records et Noizy Cricket.
Le 22 mai 2014, le magazine XXL annonce que Bishop Nehru, Boldy James et Fashawn sont les premiers artistes à être signés sur le label de Nas, Mass Appeal Records. Le 5 juin 2014, Dizzy Wright et Bishop Nehru publient un EP gratuit intitulé BrILLiant Youth EP, comprenant trois morceaux produits par 9th Wonder. NehruvianDOOM est publié le 7 octobre 2014. Le même jour, Nas annonce, sur Twitter, qu'il sera le producteur exécutif du prochain album de Bishop Nehru.
Le 3 juin 2016, Bishop Nehru publie, en téléchargement gratuit, une mixtape intitulée Magic 19, dont il a assuré la plupart des productions,.

## Discographie

### Mixtapes
- 2013 : Nehruvia
- 2016 :  Magic 19

### EPs
- 2013 : strictlyFLOWz
- 2014 : BrILLiant Youth EP (avec Dizzy Wright)
- 2015 : Nehruvia: The Nehruvian EP

### Album collaboratif
- 2014 : NehruvianDOOM (avec MF DOOM)